# Vojtěch Bejblík
Vojtěch Bejblík (12 de febrero de 1982) es un deportista checo que compitió en remo. Ganó una medalla de bronce en el Campeonato Europeo de Remo de 2008, en la prueba de cuatro scull ligero.

## Palmarés internacional
| Campeonato Europeo | Campeonato Europeo | Campeonato Europeo | Campeonato Europeo        |
| Año                | Lugar              | Medalla            | Prueba                    |
| ------------------ | ------------------ | ------------------ | ------------------------- |
| 2008               | Maratón (Grecia)   | Medalla de bronce  | Cuatro sin timonel ligero |